# 25e régiment de chasseurs à cheval
Le  25e régiment de Chasseurs à cheval est une ancienne unité de cavalerie de l’Armée française.

## Création et différentes dénominations
- 1795 : création du 25e régiment de chasseurs à cheval à partir des "Légions des Montagnes" créées par le Comité de salut public en 1793.
- 1814 : le 25e régiment de chasseurs à cheval est dissous peu après l'abdication de Napoléon Ier, au cours de la première Restauration.

## Chefs de corps
- 1802 : chef de brigade Pierre Benoît Soult (**)
- 1807 : colonel Nicolas-François Christophe (*)
- 1813 : colonel Paul-Eugène de Faudoas-Barbazan[Information douteuse]

## Historique des garnisons, campagnes et batailles

### Garnisons successives
- 1803-1804 : Tarbes (1er et 2e escadrons )
- 1803-1804 : Bayonne (3e escadron )
- 1803-1804 : Carcasonne (4e escadron )
- 1804-1805 : Montpellier (1er escadron	)
- 1804-1805 : Béziers (2e escadron )
- 1804-1805 : Perpignan (3e escadron	)
- 1804-1805 : Toulouse (4e escadron	 )

### Guerres de la Révolution française(1792-1802)
- 1796-1811 : Armée d'Italie

Campagne d'Italie (1796-1797)
Campagne d'Italie (1799-1800)

### Guerres napoléoniennes(1803-1815)
- 1805: Gorizia, Bataille de Caldiero
- 1807: Calabre, Pizzo
- 1809: Sacile ,* (en) Bataille du Piave ;

Campagne de Russie (1812)
- Smolensk
- Moskowa
- Krasnoï
- Beresina
- Mojaisk

Campagne d'Allemagne (1813)
- Haynau
- Goldberg
- Gross Beeren
- Dahame
- Freybourg
- Leipzig
- Erfurt
- 1814 : Campagne de France
  - 14 février 1814 : Bataille de Vauchamps
- Besançon
- Brienne le Château
- Valjouan
- Sezanne
- Laon avant de se replier sur Paris.